# 瓦尔斯贝格
瓦尔斯贝格（法語：Varsberg，法語發音：[vaʁsbɛʁɡ]；洛林法兰克语：Warschberg）是法国摩泽尔省的一个市镇，属于福尔巴克-布莱摩泽尔区。

## 地理
瓦尔斯贝格（49°10'21"N, 6°37'43"E）面积4.15 平方千米，位于法国大東部大區摩泽尔省，该省份为法国东北部内陆省份，是洛林的一部分，西南接默尔特-摩泽尔省，东临下莱茵省，北与卢森堡和德国接壤。
与瓦尔斯贝格接壤的市镇（或旧市镇、城区）包括：洛林地区比斯滕、布什波恩、库姆、盖尔坦、阿姆苏瓦尔斯贝格。
瓦尔斯贝格的时区为UTC+01:00、UTC+02:00（夏令时）。

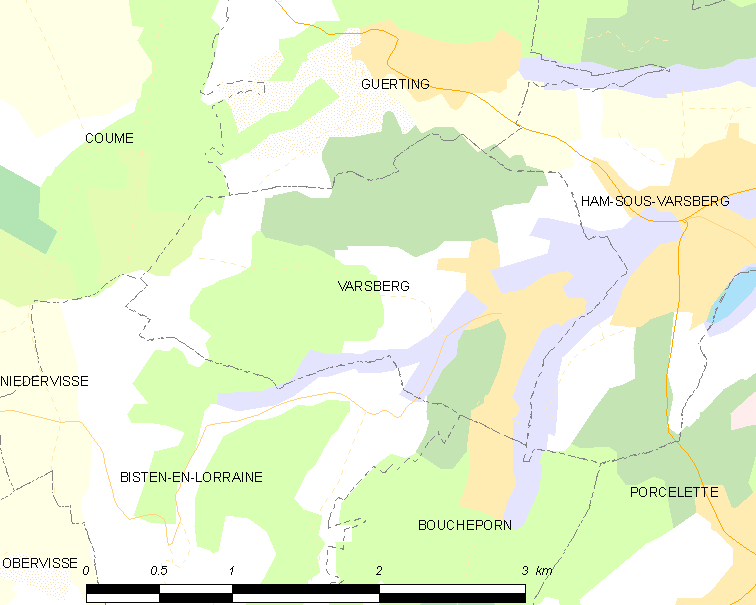
瓦尔斯贝格的OSM定位图

## 行政
瓦尔斯贝格的邮政编码为57880，INSEE市镇编码为57696。

## 政治
瓦尔斯贝格所属的省级选区为布莱摩泽尔县。

## 人口

1962-2008年间瓦尔斯贝格人口变化图示

瓦尔斯贝格于2022年1月1日时的人口数量为972人。